# Ојлеј
Ојлеј (грч. Ὀϊλεύς) је у грчкој митологији било име више личности.

## Етимологија
Име Ојлеј има значење „милостиви“. Ово име је прастари облик од „Илус“, односно Илеј.

## Митологија
- У Хомеровој „Илијади“ био је син Ходедока и Лаономе (или Агријаноме[2]), краљ Локриђана. Био је ожењен Ерипидом, са којом је имао сина Ајанта кога су називали по оцу Ојлид. Такође, са Реном је имао сина Медонта. Аполодор и Аполоније са Рода су га сврставали у Аргонауте.[3] Аполоније га је описао као храброг и спретног у борби.[4] Помињао се у причи када су Аргонаути стигли до малог Арејевог острва, те су их напала велика јата птица која су избацивала бронзана пера. Једно од њих је ранило Ојлеја у раме, па су се Аргонаути сетили Финејевог савета; ставили су шлемове на главе и док је половина веслала, друга половина је правила буку ударајући мачевима о штитове и вичући. Тада су се, опет по Финејевом савету, искрцали на обалу острва и отерали све птице са њега.[1]
- У „Илијади“ се помињао још један Ојлеј, који је био Бијаноров кочијаш, а кога је убио Агамемнон.[3]